# Paceco
Paceco (sicilià Pacecu) és un municipi italià, dins de la província de Trapani. L'any 2007 tenia 11.299 habitants. Limita amb els municipis d'Erice i Trapani.

## Administració
| Període | Identitat        | Partit             |
| ------- | ---------------- | ------------------ |
| 2008-   | Biagio Martorana | Llista cívica – PD |